# Ян ван Рёйсбрук
Блаженный Ян ван Рёйсбрук (устар. Рюйсбрук; нидерл. Jan van Ruysbroek; 1293[…], Рёйсбрук, Халле-Вилворде — 2 декабря 1381, Грунендал, Халле-Вилворде), по прозвищу Великолепный или Удивительный — фламандский мистик, один из зачинателей нидерландской литературы. Известен под именем Doctor ecstaticus.

## Биография
Родился в деревне Рёйсбрук под Брюсселем. Сбежал из дома, воспитывался дядей, священником церкви Св. Гудулы в Брюсселе. В 1317 году принял священство. Был викарием церкви Св. Гудулы, затем удалился в августинский монастырь Грунендал в Суаньском лесу и стал его настоятелем. Здесь и скончался.
Мистика Рёйсбрука, наследовавшая Дионисию Ареопагиту, выражалась, с одной стороны, в порицании церковной обрядности и ханжества, с другой — во внутреннем устройстве монастыря наподобие братства апостольских времён. Под влиянием Рёйсбрука Гергард Грот основал своё Братство общей жизни. 
Сочинения Рёйсбрука написаны частью на латинском, частью на средненидерландском языке. Главнейшие из них — «De vera contemplatione» и «De septem gradibus amoris». В них подчеркивается важность созерцательной аскетической жизни и христианской любви.
Повлиял на испанских мистиков. Его наследие знал Лейбниц. Сочинениями и фигурой Рёйсбрука глубоко интересовался Метерлинк, он перевел на французский и прокомментировал его трактат «Одеяние духовного брака» (1891), посвятил Рёйсбруку две главы в книге «Сокровище смиренных» и др.

## Прославление
В 1908 году причислен католической церковью к лику блаженных.
День памяти — 2 декабря.

## Публикации на русском языке
- Одеяние духовного брака. М.: Мусагет, 1910 (переизд.: Томск: Водолей, 1996)